# كامل سلطان الخفاجي
كامل سلطان الخفاجي طيار عراقي من اهالي مدينة الناصرية٬ ولد عام عام 1946 اكمل دراسته الابتدائية والثانوية في مدينته والتحق بعدها في صنف القوة الجوية وتخرج الثاني على أبناء دورته في 5 مايس عام 1966 ٬ باشر بعد ذلك عمله كملازم طيار في قاعدة الحبانية وبعدها في السرب 11 ميج 21 ٬ طُلب منة تنفيذ مهمة صعبة برفقة التشكيل الذي معه واتجه برفقة الطيارين الذين معه إلى قاعدة الوليد الجوية ومنها إلى سوريا وبالتحديد الجولان في 13 أكتوبر عام 1973 وفي الساعة 6:55 صباحاً قام التشكيل العراقي بتنفيذ مهمته على اتم وجه واثناء الرجوع إلى قاعدة سوركيل الجوية في سوريا٬ اعترضتهم مجموعة من الطائرات الإسرائيلية ودام بين التشكيلين قتال جوي عنيف دام مدة من الزمن اسفر عن خسائر عند الطرفين اُصيبت طائرته في الجناح الايسر بعد الاشتباك وسقط النقيب شهيداً مع الطيار متعب علي وكانت طائرتيهما تحملان الارقام 837 و 838 وهو أول طيار شهيد سقطت طائرته على ارض الجولان٬ وعند عودة بقية السرب العراقي إلى ارض الوطن اُعتُبِرَ الطيارين مفقودين وبعد ذلك ب 3 سنوات تم اعتبارهم شهداء ولم يعرف عنهم أي اخبار منذ حينها.